# Wilhelm Oncken

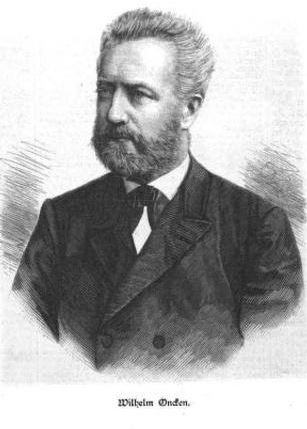
Wilhelm Oncken (um 1890)

Christian Friedrich Georg Wilhelm Oncken (* 19. Dezember 1838 in Heidelberg; † 11. August 1905 in Gießen) war ein deutscher Historiker.

## Leben
Wilhelm Oncken kam als erster von zwei Söhnen des Advokaten und Privatgelehrten Anton Wilhelm Oncken (1814–1894) und seiner Frau Marie Eleonore, geb. Thaden (1814–1894), in Heidelberg zur Welt. Sein Vater stammte aus Varel (Oldenburg), seine Mutter aus Jever (Oldenburg).
Nach seiner schulischen Ausbildung studierte Wilhelm Oncken klassische Philologie, Geschichte und Philosophie in Heidelberg, Göttingen und Berlin. Während seines Studiums wurde er 1856 Mitglied der Burschenschaft Frankonia Heidelberg. 1862 promovierte er bei Ludwig Häusser und war zunächst Privatdozent, dann 1866 außerordentlicher Professor der Geschichte mit der griechischen Antike in Heidelberg.
1870 zog er nach Gießen, um dort als ordentlicher Professor Geschichte zu lehren. Geschichte betrachtete er als Mittel der nationalen politischen Bildung. Zunächst arbeitete er über Griechische Geschichte und später wendete er sich der Geschichte Preußens und der Deutschen Vereinigung zu. In den 1870er Jahren war Wilhelm Oncken Abgeordneter der Nationalliberalen im Hessischen Landtag und im Reichstag. 1873 lehnte er einen Ruf an die Universität Königsberg ab. In den Jahren 1877 und 1878 stand er der Universität Gießen als Rektor vor.
Von 1876 bis 1891 gab Wilhelm Oncken das Werk Allgemeine Geschichte in Einzeldarstellungen in 44 Bänden heraus. Des Weiteren hielt er landesweit unzählige populärwissenschaftliche, national gehaltene Vorträge zur Geschichte Deutschlands. Von Wilhelm I. beauftragt, verfasste Wilhelm Oncken eine Biografie über ihn für die Nachwelt. Das Werk "Das Zeitalter des Kaisers Wilhelm" wurde aber erst zwei Jahre nach dem Tode Wilhelms I. fertig. — Er war Mitglied der Gießener Freimaurerloge Ludewig zur Treue und zeitweise deren Meister vom Stuhl.
Um 1900 wurde Wilhelm Oncken emeritiert. Er starb am 11. August 1905 in Gießen im Alter von 67 Jahren. Wilhelm Oncken war der Bruder des Nationalökonomen August Oncken.

## Bedeutung
In der breiten Bevölkerung fand Wilhelm Oncken aufgrund seiner unzähligen populärwissenschaftlichen Vorträge Resonanz, in seinem Fachgebiet nur geringe Beachtung. Seine Werke zeichneten sich weniger durch neue Erkenntnisse oder wissenschaftliche Originalität als vielmehr durch voluminöse Geschichtsdarstellungen aus. Sein Beitrag war eher, nach der Reichsgründung 1870 an der nationalen Identitätsbildung mitzuwirken.

## Werke
- Athen und Hellas. Forschungen zur nationalen und politischen Geschichte der alten Griechen. 1865/66.
- Stadt, Schloß und Hochschule Heidelberg, Bilder aus ihrer Vergangenheit. 1874.
- Oesterreich und Preussen im Befreiungskriege. 1876/79.
- Das Zeitalter Friedrichs des Grossen. 1880/81.
- Zeitalter der Revolution, des Kaiserreichs und der Befreiungskriege. 1884/86.
- Das Zeitalter des Kaisers Wilhelm. 1890.
- Freiherr Eduard von Lade und sein Landhaus am Rhein. Bong, Berlin 1904. (Digitalisierte Ausgabe der Universitäts- und Landesbibliothek Düsseldorf)